# 조던 헤이스
조던 헤이스(Jordan Hayes, 1987년 6월 14일 ~ )는 캐나다의 배우이다.

## 출연 작품
- 더 톨: 함정 (2019)
- 헬릭스 2 (2015)
- 10 스피드 (2014)
- 밀워키 (2014)
- 헬릭스 1 (2014)
- 레이 오버 (2013)
- 킬링 게임 (2013)
- 왓 이프 (2013)